# Жамбылский сельский округ (Мойынкумский район)
Жамбылский  сельский округ — административно-территориальное образование в Мойынкумском районе Жамбылской области.

## Население
Население — 1234 человек (2009; 1268 в 1999).

## История
Прежнее названия села Жамбыл — Джамбул, Жанатарлык, совхоз имени Джамбула.

## Административное устройство
1. село Жамбыл